# 運輸聯線
運輸聯線（英語：TransLink），簡稱運聯，是為加拿大卑詩省的大溫哥華地區提供公共運輸服務的法定機構。成立於1998年，並於1999年4月開始正式運作，取代卑詩公車局（BC Transit）於大溫哥華地區的業務。運輸聯線負責管理及協調大溫哥華地區内各樣公共交通服務、主要道路及橋樑，部分業務更伸延至鄰近的菲沙河谷區域局。
運輸聯線的正式名稱為卑詩省南岸運輸管理局（South Coast British Columbia Transportation Authority），1998年至2007年間正式名稱則為大溫哥華運輸管理局（Greater Vancouver Transportation Authority）。

## 公共交通

### 巴士

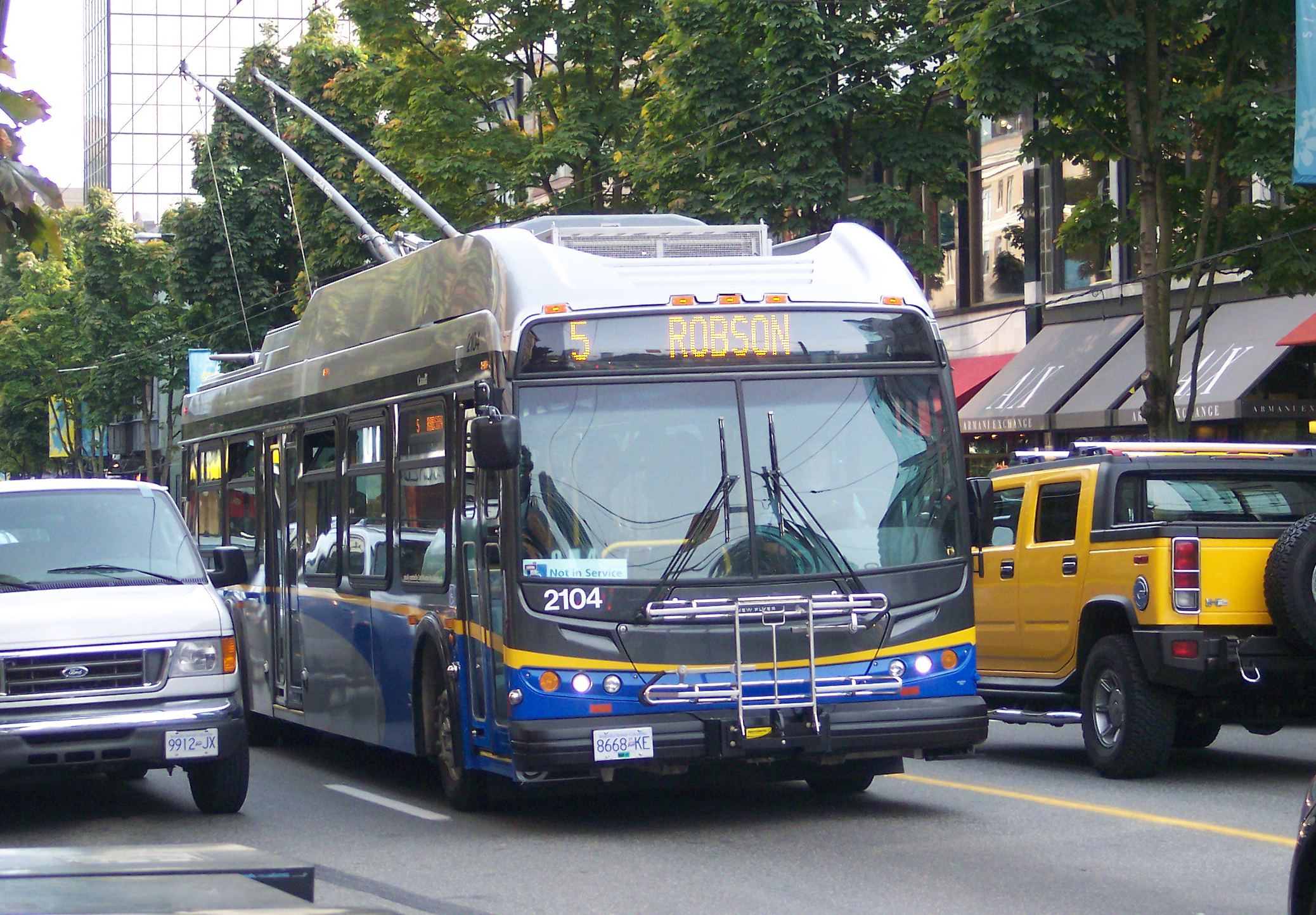
於溫哥華市内行走的無軌電車。

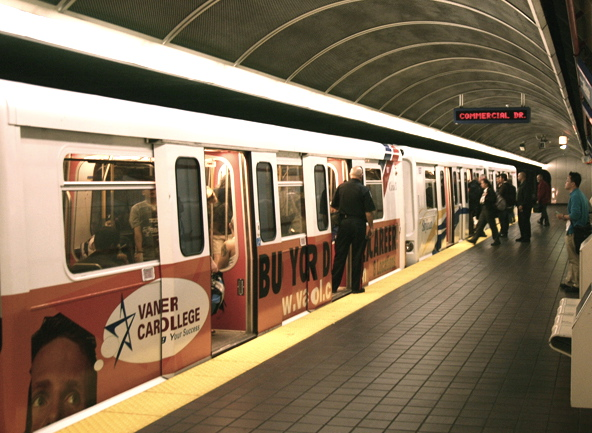
架空列車固蘭湖站月台。

大溫地區内的大部分巴士路線都是由運輸聯線轄下的岸山巴士公司營運，但服務西溫哥華及獅子灣的路線則由西溫區轄下的西溫藍巴士系統（Blue Bus）營運。兩者的時間表、收費和路線皆與運輸聯線轄下的其他公共交通系統衡接。
溫哥華市内的巴士路線呈棋盤狀運行：無軌電車大多行走市中心對外線及南北路線，柴油巴士則大多行走東西路線。在溫市外，巴士路線大多與架空列車、海上巴士或西岸快車衡接，或者運行快速路線前往溫市中心或其他市鎮中心。
以下巴士線為高載客量快速巴士線（RapidBus）：
- R1號線（喬治王大道線；前96號線）連接素里的紐頓(Newton)和喬德福(Guildford)(途經素里中央站)；
- R2號線（海旁大道線）連接北溫的皇家公園購物中心(Park Royal Shopping Centre)和菲比斯轉車站(Phibbs Exchange)；
- R3號線（洛歇公路線）為701號線的快線，連接高貴林中央站和楓樹嶺的哈尼閣商場(Haney Place Mall)；
- R4號線（41街線；前43號線）連接溫市的載絲－哥靈活站和卑詩大學；
- R5號線（喜士定街線；前95/135號線）連接溫市中心和本拿比西門菲莎大學；
- R6號線(史葛路線)為319號線的快線，連接素里的史葛路站和紐頓[4]。

運聯曾考慮將連接本拿比鐵道鎮站和列治文－布里格豪斯站的430號線升格為R線，但於2023年10月因巴士專線問題而遭列治文市政府否決。
過往於快速巴士線未命名為RapidBus前，運輸聯線曾於2000年起將9字頭的雙位數巴士線路統一劃為B-Line，除上述於後期加入的95和96線路外，其餘線路如下：
- 97號線過去曾連接本那比洛歇鎮中心站和高貴林中央站，2016年架空列車長青延線通車後停駛；
- 98號線過去曾連接溫市中心和列治文，2009年架空列車加拿大線通車後停駛；
- 99號線現連接溫市金馬素－百老匯站和卑詩大學，運輸聯線稱它為「加美最繁忙的巴士線路」，於架空列車千禧線通車前曾以洛歇鎮中心站為東行的總站，未來百老匯街延線開通後亦將告停駛。

### 架空列車
架空列車是大溫地區的捷運系統，於1985年通車，自此成為區内運輸系統的骨幹。系統現時共有三條路線：
■ 博覽線從溫市中心濱海站出發，前往本那比南部和二埠，再分成兩條支線分別前往素里和本那比東部；

■ 千禧線連接溫市、本那比北部、滿地寶和高貴林；

■ 加拿大線連接溫市中心、列治文市和溫哥華國際機場。

### 通勤鐵路
■ 西岸快車是一條通勤鐵路，連接溫市中心及米遜區，沿途經過數個菲沙河北岸的市鎮。

### 渡輪服務
■ 海上巴士橫越布勒内灣，連接溫市中心和北溫哥華市。
另外，運輸聯線亦曾經營運一條名為亞比安渡輪（Albion Ferry）的汽車渡輪服務，連接菲沙河兩岸的蘭里區及楓樹嶺。亞比安渡輪已於2009年7月31日停航，由同年6月落成啓用的金穗大橋取代。

### 收費

#### 基本收費

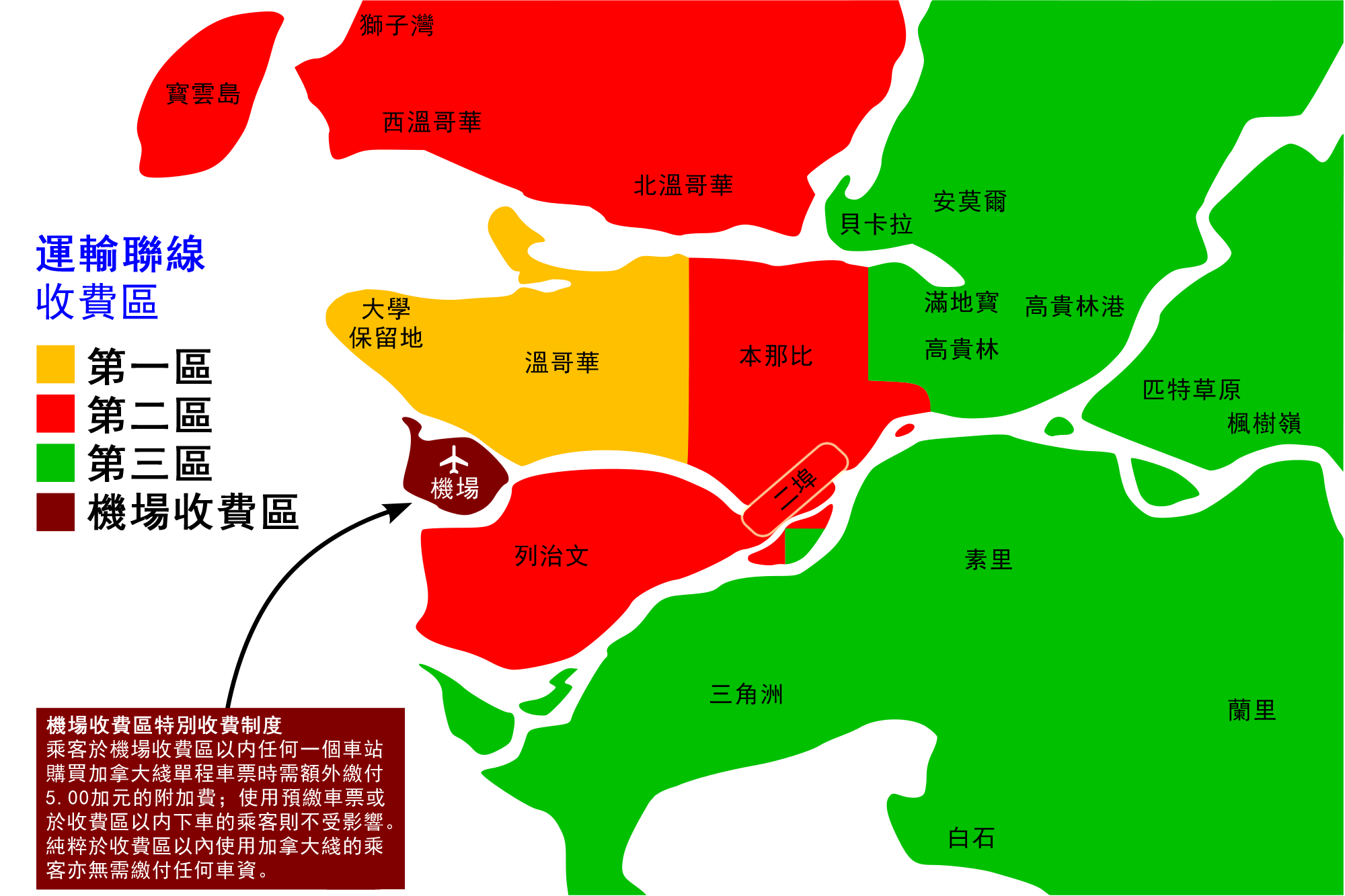
運輸聯線收費區

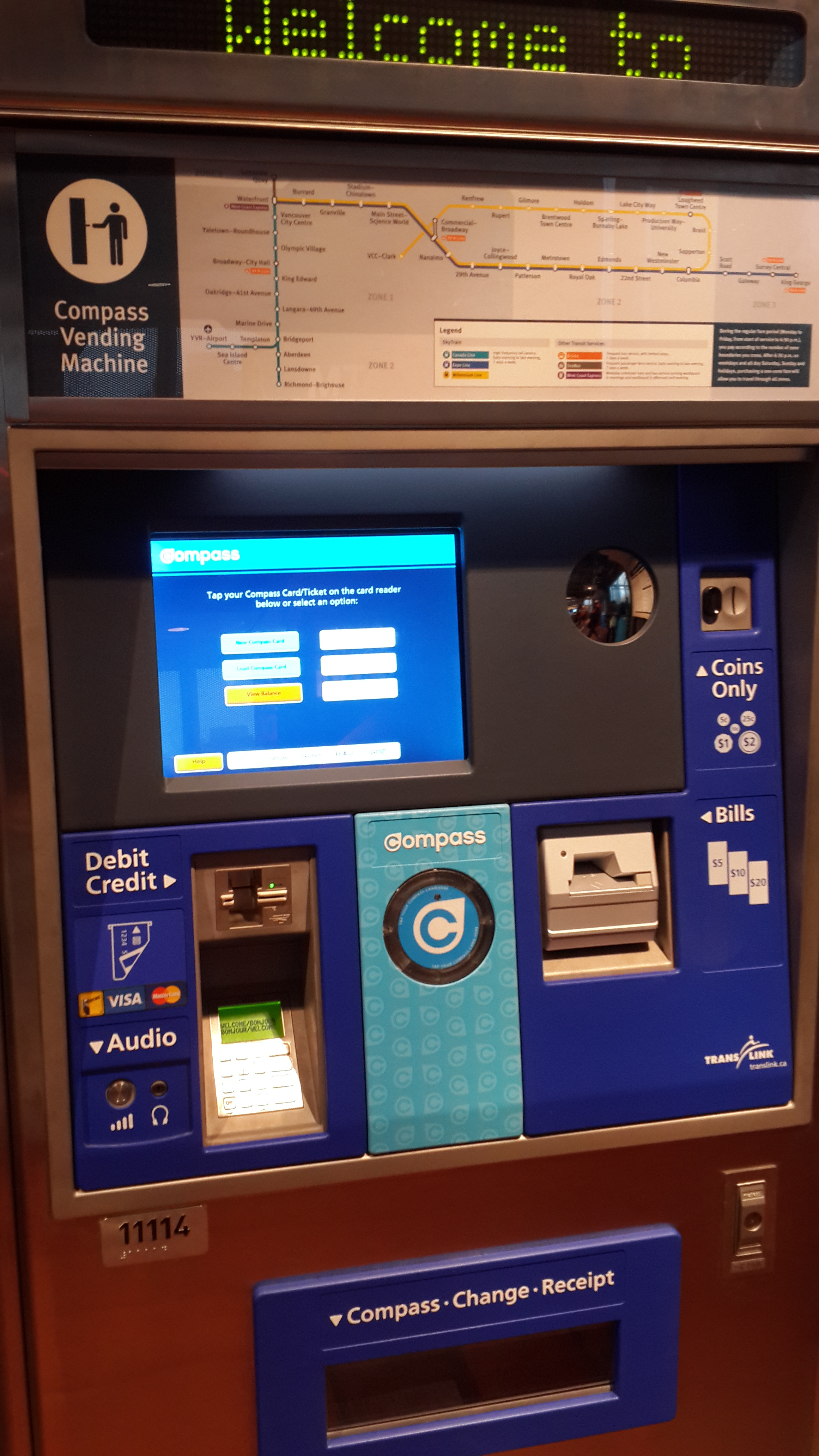
康百世卡售票機

大溫地區在運輸聯線的公共交通收費架構中被劃分為三個收費區，如下：
- 第1區：溫哥華、大學保留地
- 第2區：西溫哥華、北溫哥華區、北溫哥華市、本那比、二埠、列治文
- 第3區：大溫地區其他市鎮

另外，加拿大線上的天普頓站、海島中心站和溫哥華國際機場站則被劃為機場特別收費區：乘客在該三個車站購買單程車票或日票，或使用康百世智能儲值卡離開機場收費區時，需額外繳付5.00加元的附加費；而使用預繳月票或於機場收費區内下車的乘客則不受影響。另一方面，純粹於機場收費區以内使用加拿大線的乘客則無需繳付任何車資。
以下的收費架構適用於架空列車、巴士和海上巴士，现金费用, 收費計算單位為加拿大元
| 现收费 | 一個收費區 | 跨越兩個收費區 | 跨越三個收費區 | YVR-AddFare |
| 成人   | $3.20      | $4.65          | $6.35          | +$5.00      |
| 特惠   | $2.15      | $3.15          | $4.35          | +$5.00      |

| 新收费 （2025 七月 1 日开始执行） | 一個收費區 | 跨越兩個收費區 | 跨越三個收費區 | YVR-AddFare |
| --------------------------------- | ---------- | -------------- | -------------- | ----------- |
| 成人（18-65）                     | $3.35      | $4.85          | $6.60          | +$5.00      |
| 特惠（13-18）                     | $2.25      | $3.30          | $4.50          | +$5.00      |

特惠收費適用於13至18 歲的小童、65歲或以上的長者、12 歲或以下的小童可免費乘車。而自2021年9月起，12歲以下的小童於乘搭巴士或，搭天車、海上巴士或西岸快車時亦可免費乘搭。
在日間費用是以跨越的區域計算，而在晚上6:30以後、星期六、星期日及假日的任何時間，則統一以一個收費區的價錢計算。付費的乘客可以在90分鐘之內無限次乘搭公共交通來往收費區內任何地方。
自2015年10月5日起，巴士乘客無論穿越多少個收費區，仍只需繳付一個收費區的車資。若乘客要换乘架空列車或渡輪，则仍按分区制收费。

#### 康百世卡
康百世卡（Compass Card）是運輸聯線推出的电子票证，于2013年底开始试运行，2016年4月取代了其他預繳車票。康百世卡可在運輸聯線运营的巴士、海上巴士、架空列车及西岸快车上使用。乘客在上车、进闸、出闸时，将康百世卡放置于读卡器感应处，当屏幕显示为“Proceed”时，即可上车。乘客在出闸时，系统会自动计算乘车所经过的收费区及车费，而车费会在卡内扣除。巴士乘客下车时无需刷卡，只需上车刷卡时扣除车费。此外，康百世卡可存储日票或月票，为单独计算。

##### 預繳储值
康百世卡可以預繳储值（Stored Value），取代折扣票（Faresaver）。根据康百世卡类型，會在入闸和出闸時扣除正确的储值。在確認車票生效後則可在90分鐘之內無限次乘搭公共交通來往限定收費區內任何地方。
以下为持康百世卡的乘客的单程车费（票价以加拿大元计算）：
| 正常票价（周一至周五开始运营至晚上6点30分） | 一个收费区 | 二个收费区 | 三个收费区 | YVR-AddFare |
| ------------------------------------------- | ---------- | ---------- | ---------- | ----------- |
| 普通卡                                      | $2.30      | $3.35      | $4.40      | +$5.00      |
| 优惠卡                                      | $1.85      | $2.85      | $3.85      | +$5.00      |

| 新收费 （2025 七月 1 日开始执行） | 一個收費區 | 跨越兩個收費區 | 跨越三個收費區 | YVR-AddFare |
| --------------------------------- | ---------- | -------------- | -------------- | ----------- |
| 成人（18-65）                     | $3.35      | $4.85          | $6.60          | +$5.00      |
| 特惠（13-18）                     | $2.25      | $3.30          | $4.50          | +$5.00      |

| 优惠票价（周一至周五晚上6点30分至运营结束；周六、周日及节假日） | 所有收费区 | YVR-AddFare |
| --------------------------------------------------------------- | ---------- | ----------- |
| 普通卡                                                          | $2.30      | +$5.00      |
| 优惠卡                                                          | $1.85      | +$5.00      |

- 巴士乘客無論穿越多少個收費區，仍只需繳付一個收費區的車資。若乘客要换乘架空列車或渡輪，则仍按分区制收费[8]。

康百世卡仍保有90分钟内换乘的制度，乘客在刷卡后的90分钟（对于乘坐西岸快车的乘客为180分钟）内，可以多次进行换乘，只要在90分钟内刷卡进闸不会被扣款。另外，康百世卡允许刷卡进站后的乘客在21分钟内刷卡出站，亦不会被扣款。

##### 月票（）
月票分為四種：成人月票有三種，分別可在一個、兩個或三個收費區內使用；而特惠月票則只有一種，可在全數三個收費區內使用。持有月票的乘客，可在月票的有限月份內無限次乘搭公共交通來往票上限定收費區內的任何地方。如果需用架空列車跨越月票上限定收費區的乘客，出闸時會用康百世卡上的储值補回單程票的差價，補票的有效時間同樣為90分鐘。另在星期日及假日的任何時間，持有任何一種成人月票的乘客，都可以同時攜帶多一名乘客及不多於四名十三歲以下的小童上車。
月票的收費如下（收費計算單位為加拿大元）
| 收費 | 只限指定一個的收費區 | 跨越兩個指定的收費區 | 跨越全部三個收費區 |
| 成人 | $107.30              | $143.50              | $193.80            |
| 特惠 | --                   | --                   | $61.35             |

| 新收费 （2025 七月 1 日开始执行） | 只限指定一個的收費區 | 跨越兩個指定的收費區 | 跨越全部三個收費區 | YVR-AddFare |
| --------------------------------- | -------------------- | -------------------- | ------------------ | ----------- |
| 成人（18-65）                     | $3.35                | $4.85                | $6.60              | +$5.00      |
| 特惠（13-18）                     | $2.25                | $3.30                | $4.50              | +$5.00      |

運聯亦為部分省政府認可的高等學院（包括卑詩大學、西門菲莎大學、卡皮蘭奴大學、蘭加拉學院和卑詩理工學院等）提供大學生月票計劃(U-Pass)，並由學院於學費中代為收取相關學期的U-Pass費用，而學生需將自己的康百世卡於運聯U-Pass的官網上與學院帳戶進行連結，並於每月的月尾前到網站申請延續下一個月的U-Pass，運輸聯線將於得到學院確認申請人的資格的兩個工作天內把該卡登記為下個月的U-Pass用戶。而登記成功後，學生可於該月內無限次跨越三個收費區。。

##### 日票（）
日票只有兩種：成人日票（$10.25）和特惠日票（$8.00）。乘客可在車票生效當日無限次跨越三個收費區。

#### 停用的預繳車票

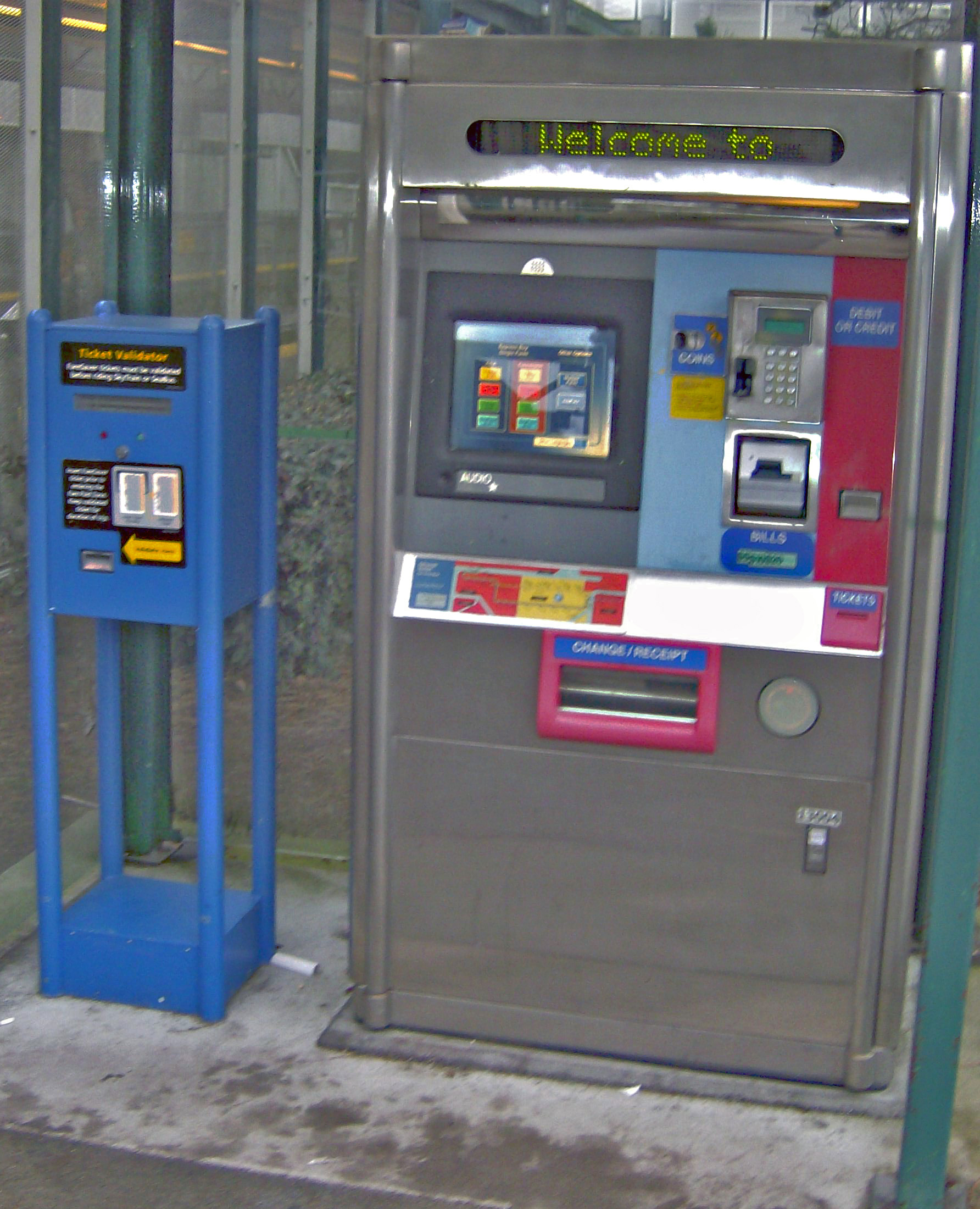
架空列車站內的折扣票認證機（左）和售票機

運輸聯線引入康百世卡前曾提供折扣票（Faresaver）。成人折扣票有三種，分別可在一個、兩個或三個收費區內使用；而特惠折扣票則只有一種，只適合在一個收費區內使用。用戶需在公車或在架空列車站內認證機中放入一張折扣票，在確認車票生效後則可在90分鐘之內無限次乘搭公共交通來往限定收費區內任何地方。折扣票的背面印上該車票的有效期限和所限定的收費區編號。而需跨越票上限定收費區的乘客，則須在售票機或在公車上補回單程票的差價，並會沿用原有車票的有效期限。折扣票以一本十張單程票為一單元。

#### 注意
架空列車會跨越一個，甚至兩個收費區。乘客如需跨越收費區，即使只是一站之隔，都須在架空列車出闸時補回相關差價。
西岸快車則採用一套獨立的收費架構（參見西岸快車#收費），但持有效西岸快車車票的乘客亦無需額外付車資便可轉乘運輸聯線轄下其他交通工具。
為了避免乘客逃票，架空列車站和車上時有警察及運輸聯線工作人員查看乘客的付費證明。當局有權要求未能出示有效車票的乘客落車，最高罰款達173加元。另為避免有高等學院的學生把月票轉售他人圖利，學生有可能須在查票時出示相關的學生證明文件，否則工作人員有權檢控相關人士。

## 治安

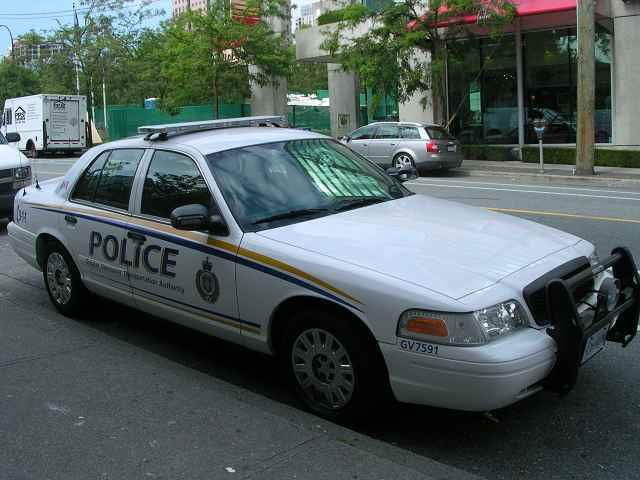
卑詩省南岸運輸管理局警察車輛

大溫哥華運輸管理局警察（Greater Vancouver Transportation Authority Police Service）於2005年12月成立，負責維持大溫地區公共交通系統的治安，取代了1993年至2005年間在系統上執勤但權力有限的特派治安官（Special Provincial Constables）。隨著運輸聯線更改其正式名稱，警隊亦於2007年末易名為卑詩省南岸運輸管理局警察（South Coast British Columbia Transportation Authority Police Service，簡稱SCBCTAPS）。
另一方面，岸山巴士公司亦設有公共交通保安部（Transit Security Department），其員工負責於運輸聯線旗下的公共交通工具及物業上巡邏，並與SCBCTAPS合作維持交通系統的治安。公共交通保安員獲加拿大刑事法授權，可拘捕在運輸聯線處所（premise）上犯法或對其物業進行非法行為之人等，並獲授權執行《公共交通行為及安全條例》。
加拿大聯邦政府於2006年11月14日宣佈斥資三千七百萬元改善全國各地公共交通的保安，當中九百八十萬元分派予大溫地區。

## 道路網
除公共交通外，運輸聯線亦負責保養大溫地區内非省道資格的主要道路，總長度約2300公里，並將之歸納為「主要道路網」（Major Road Network）。當中還包括數條橋樑，如乃街橋、帕圖洛橋、韋斯咸島橋（Westham Island Bridge）和金穗大橋。運輸聯線為主要道路網内的大型工程提供協調和撥款，而小型工程則由運輸聯線提供最多一半款項，其餘開支則由各市鎮政府負擔。

## 行政架構

### 市鎮長官聯席會
市鎮長官聯席會（Mayors' Council）由大溫地區内21個市鎮的長官所組成，負責委任運輸聯線的長官和董事局，以及審議由運輸聯線提交的各項計劃（包括區域運輸大計和融資計劃）。

### 董事局
董事局負責招聘運輸聯線的首席執行官、釐定其薪金和評估其工作表現，以及監督運輸聯線的策略性規劃、財務、大型工程和日常業務。各董事的任期由1至3年不等。

### 首席執行官
首席執行官負責根據董事局的指示管理運輸聯線、向董事局提交計劃和報告、以及根據運輸聯線的年度和長遠計劃來擴展和營運其運輸業務。

### 區域運輸專員
運輸聯線轄下服務收費的加價幅度若高於通貨膨脹率，事前必先獲區域運輸專員（Regional Transportation Commissioner）批准。此外，區域運輸專員亦負責審批運輸聯線的年度顧客滿意程度調查、顧客投訴程序、以及出售任何大型資產的提議。區域運輸專員的職責是獨立於市鎮長官聯席會、董事局和運輸聯線的其他員工。

## 外部連結
- 運輸聯線官方網站 （页面存档备份，存于）（英文）